# Jeux africains de la jeunesse de 2014
Navigation
Édition précédente Édition suivante
Les IIe Jeux africains de la jeunesse se déroulent à Gaborone au Botswana, du 22 au 31 mai 2014. 
Environ 2 000 sportifs âgés de 13 à 17 ans participent cette édition.